# Tomoyuki Yamashita
Tomoyuki Yamashita (山下 奉文), född 8 november 1885 i Ōtoyo, Kochi, död 23 februari 1946 i Los Baños, Filippinerna, var en japansk general. Han är känd för att under andra världskriget ha lett erövringarna av Malaya och Singapore.

## Andra världskriget
Yamashita ledde 25:e armén mot den brittiska kolonin Singapore och intog denna den 15 februari 1942 i samband med Malaya-fättåget. Den brittiske generallöjtnanten Arthur Percival kapitulerade tillsammans med 130 000 soldater. Under den efterföljande japanska ockupationen av Singapore förövades en rad krigsförbrytelser mot tillfångatagna allierade soldater och mot civilpersoner. I februari 1942 massakrerade japanska soldater omkring 200 personer på ett militärsjukhus. Senare samma månad mördades kinesiska civilpersoner i den så kallade Sook Ching-massakern.
I februari 1945 var Yamashita och hans stabschef, generallöjtnant Akira Mutō, ansvariga för Manilamassakern då så många som 100 000 filippinier kan ha mördats.
Den 29 oktober 1945 ställdes Yamashita inför en amerikansk militärdomstol i Manila, åtalad för krigsförbrytelser i samband med massmorden i Singapore och Manila. Vid rättegången formulerades begreppet befälsansvar (command responsibility). Yamashita dömdes till döden och avrättades genom hängning den 23 februari 1946.